# Paul-Marie Reynaud
Pour les articles homonymes, voir Reynaud.
Paul-Marie Reynaud, né le 12 avril 1854 à Pavezin (Loire, France) et mort le 23 février 1926 à Paris, est un missionnaire lazariste français en Chine qui fut évêque in partibus de Fussala (de) (ou Fussulan) et vicaire apostolique du Tché Kiang (du 7 mars 1884 au 10 mai 1910), puis du Tché Kiang oriental (du 10 mai 1910 au 3 décembre 1924), devenu le 3 décembre 1924 vicariat apostolique de Ning Po (aujourd'hui diocèse de Ningbo). Il en assume la charge jusqu'à sa mort le 23 février 1926. Ning Po (ou Ningbo), au sud de Shanghaï, est le siège épiscopal du diocèse.

## Biographie
Il fait sa profession chez les lazaristes le 19 mai 1873 et est ordonné prêtre le 7 juin 1879. Il part tout de suite après pour la mission de Chine en septembre .

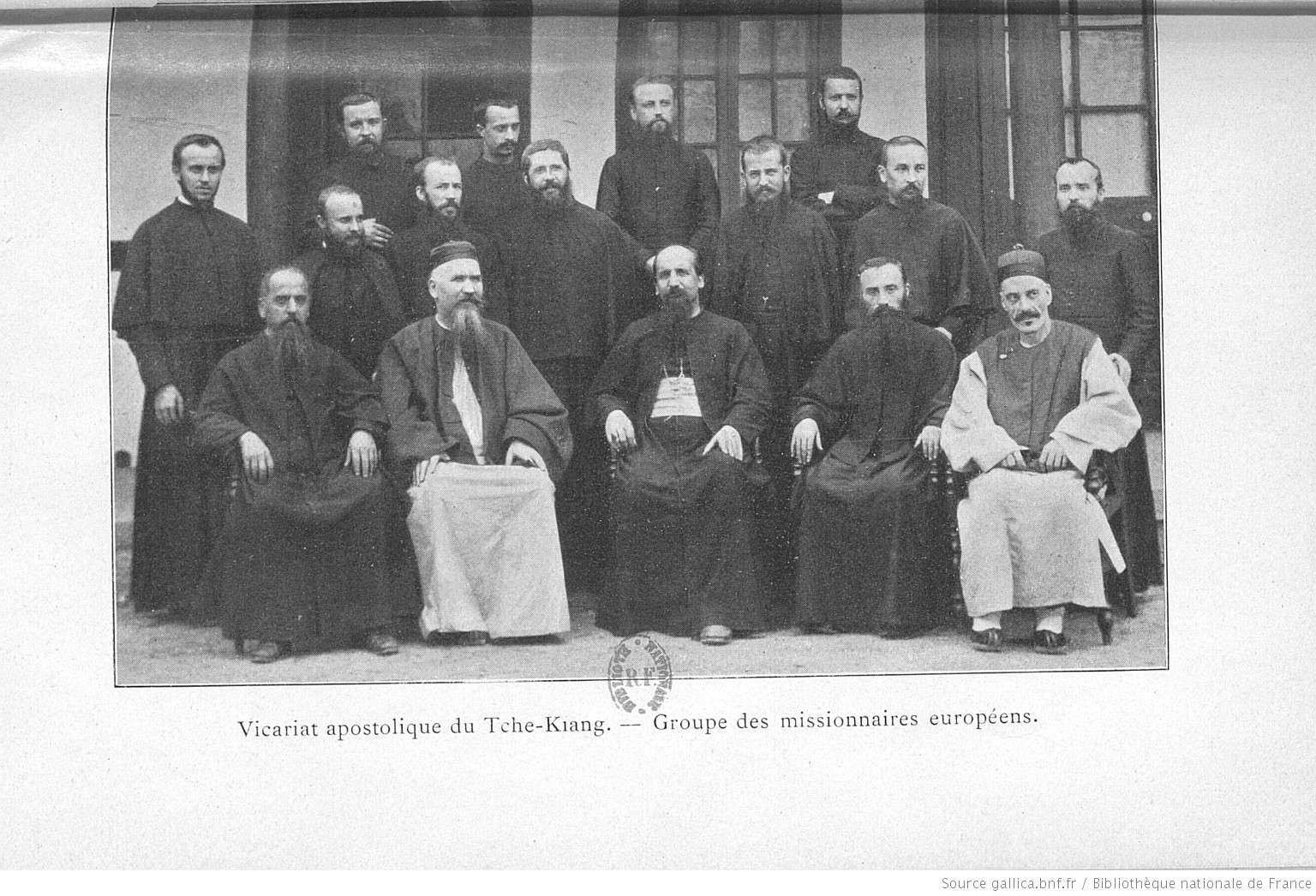
Mgr Reynaud entouré des missionnaires du Tché Kiang.

Le 7 mars 1884, il est nommé évêque in partibus de Fussala (de) (ou Fussulan) et vicaire apostolique du Tché Kiang. Sa consécration épiscopale a lieu le 29 juin 1884, fête de saint Pierre et saint Paul, par Mgr Géraud Bray (zh) C.M. avec comme co-consécrateurs Alphonse de Voss (en) et Valentin Garnier (zh). Le nombre de catholiques est alors de 5 000 fidèles. Il fait paraître un ouvrage en 1897 un ouvrage intitulé Une autre Chine. L'avant-propos de ce livre précise : « Ce n'est pas la Chine de l'avenir que les Européens rêvent sillonnée de chemins de fer et enrichie de tous nos progrès modernes ; ce n'est pas non plus la Chine du passé ni celle du présent, telle qu'on a coutume de la décrire dans certains livres. Non, c'est une Chine nouvelle, plus ou moins inconnue, parce qu'on la défigure en la confondant avec les ombres qui l'enveloppent. C'est la Chine des missionnaires. »
Lorsque le Tché Kiang est divisé en deux vicariat apostoliques, il prend la tête, le 10 mai 1910, de celui du Tché Kiang oriental dont le siège épiscopal est toujours à la cathédrale Notre-Dame-des-Sept-Douleurs. En septembre 1917, il reçoit une lettre de son confrère lazariste, le père Vincent Lebbe, qui exprime son désir de voir le clergé chinois recevoir plus de responsabilités. Les idées du Père Lebbe seront rapidement avalisées par Rome. En 1924, le vicariat assume le nom de vicariat apostolique de Ning Po (aujourd'hui diocèse de Ningbo). Il en assume la charge jusqu'à sa mort en 1926, survenue à Paris, après avoir effectué quelques mois auparavant sa visite ad limina à Rome et visité l'exposition internationale des missions catholiques. Il est alors le doyen des évêques de Chine. Il laisse le souvenir d'un évêque qui accrut le prestige de l'Église notamment dans l'aide sociale face aux diverses calamités frappant la région, comme les famines de 1913 et de 1917, les inondations, ou le typhon de 1921. Il fait construire des écoles, des dispensaires, des hôpitaux, des orphelinats et des couvents dans son vicariat, aidé notamment des Filles de la Charité (européennes et chinoises) et de la congrégation diocésaine des Vierges du Purgatoire fondée pour les Chinoises. Il est décoré par la Chine impériale, le Saint-Siège, la république française et la nouvelle république de Chine. À sa mort, le nombre de catholiques dans son territoire excédait 73 000 fidèles et il a pu ordonner 51 prêtres chinois issus de son séminaire.

## Succession apostolique
Paul-Marie Reynaud a ordonné les évêques suivants :
- Évêque Paul-Léon Ferrant (zh), C.M. (1898)
- Évêque Jules Prosper Paris, S.J. (1900)
- Évêque Paul-Albert Faveau (pl), C.M. (1910)
- Évêque Jean-Louis Clerc-Renaud, C.M. (1912)

## Notes et références

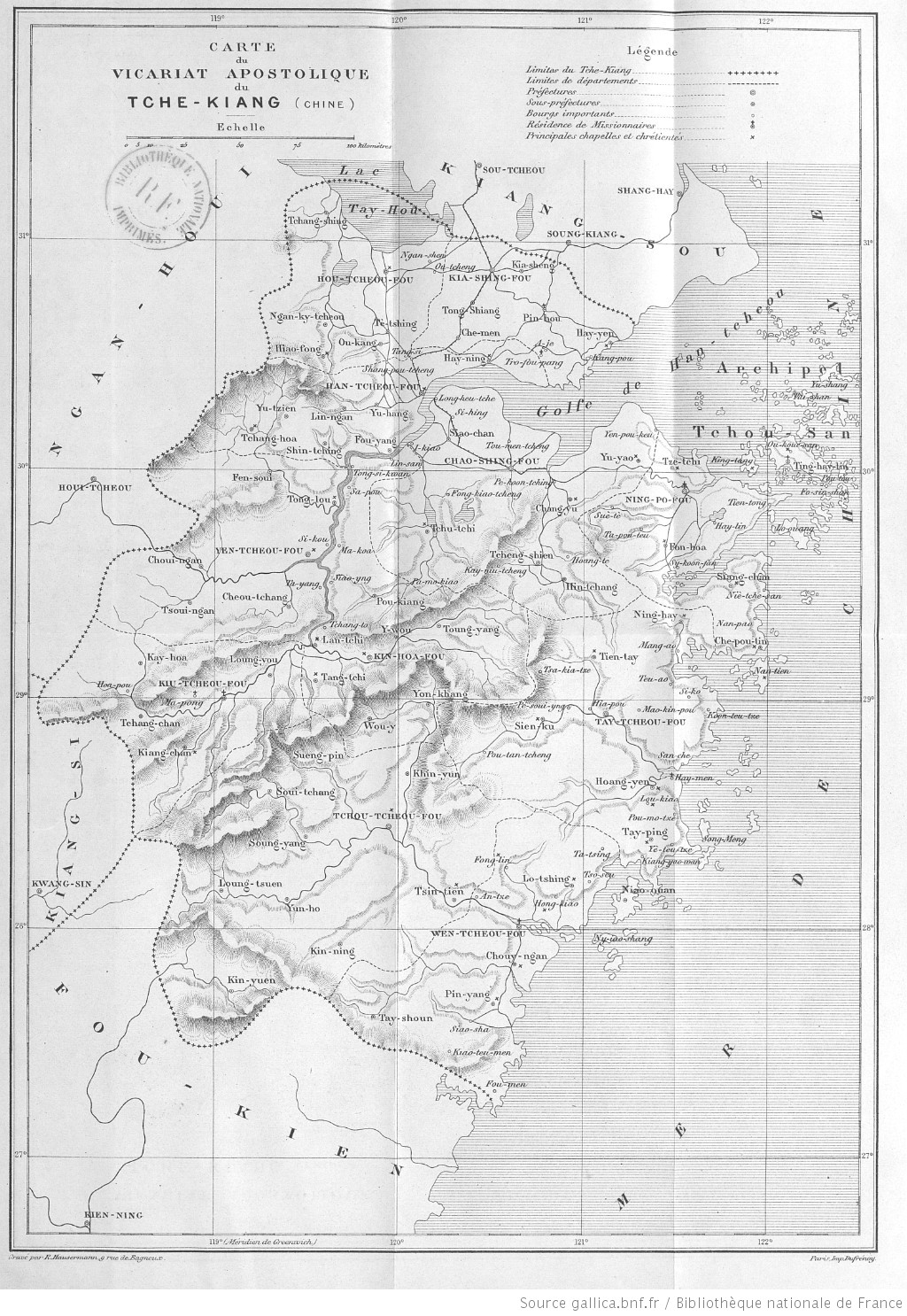
Carte du vicariat apostolique du Tché Kiang.

## Distinctions
- Chevalier de la Légion d'honneur (30 aout 1923)[10]

## Publications
- Mgr Paul-Marie Reynaud C.M., Une autre Chine, Abbeville, C. Paillart, 1897